# Specie di Idiopidae
Di seguito sono descritte tutte le 318 specie della famiglia di ragni Idiopidae note al giugno 2013.

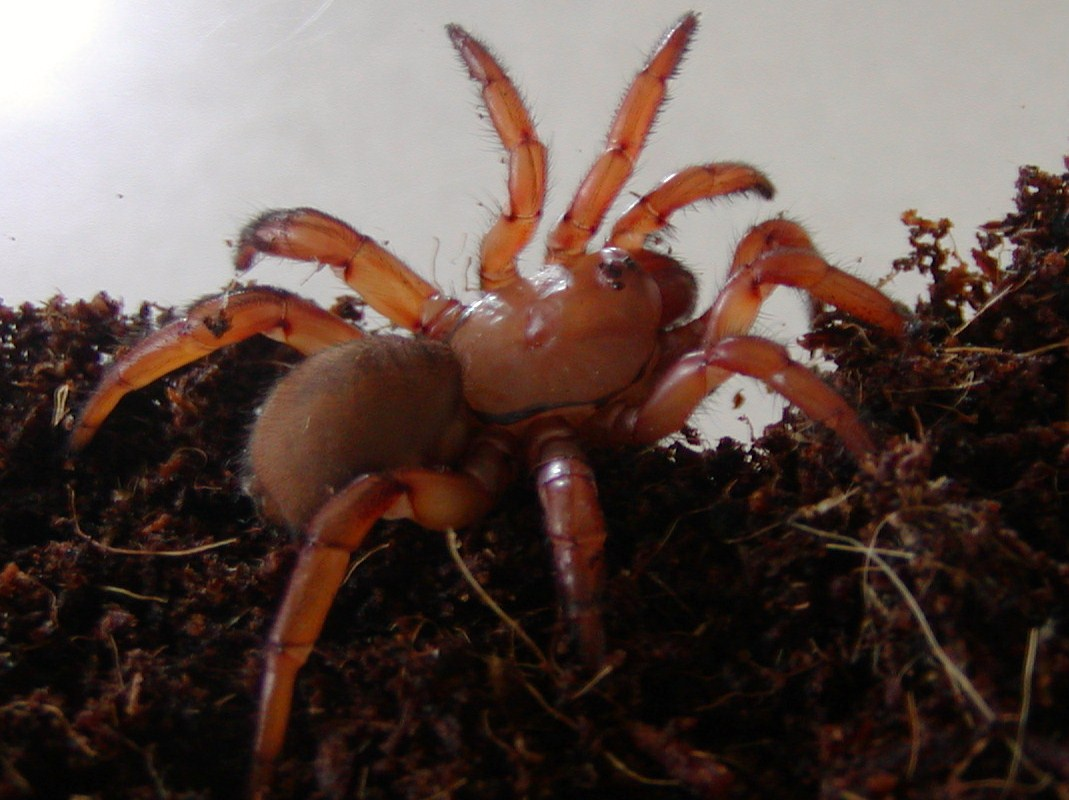
Gorgyrella sp.

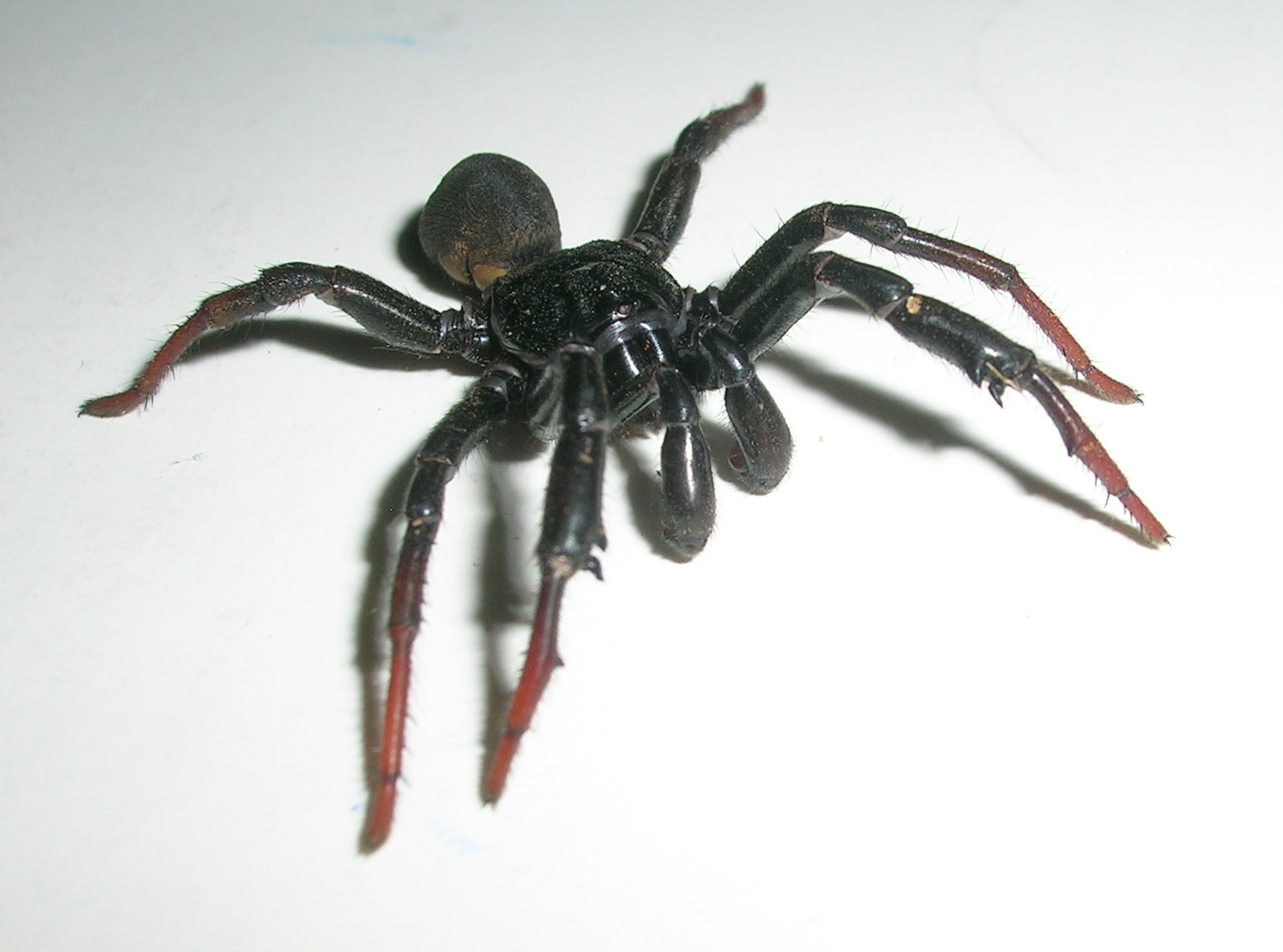
Idiops constructor, maschio

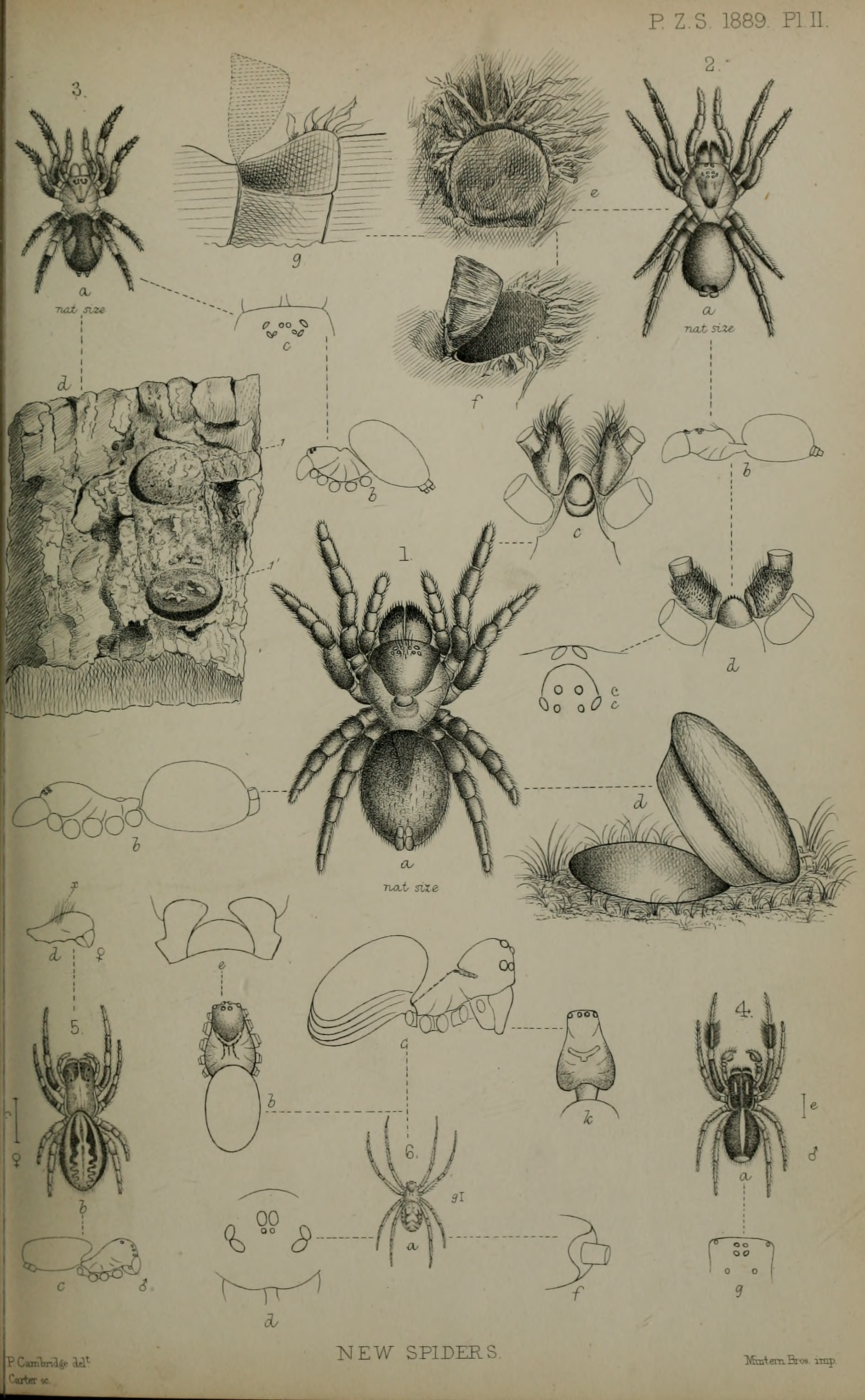
al numero 2 disegno di Idiops crassus, femmina adulta, (Idiops colletti)

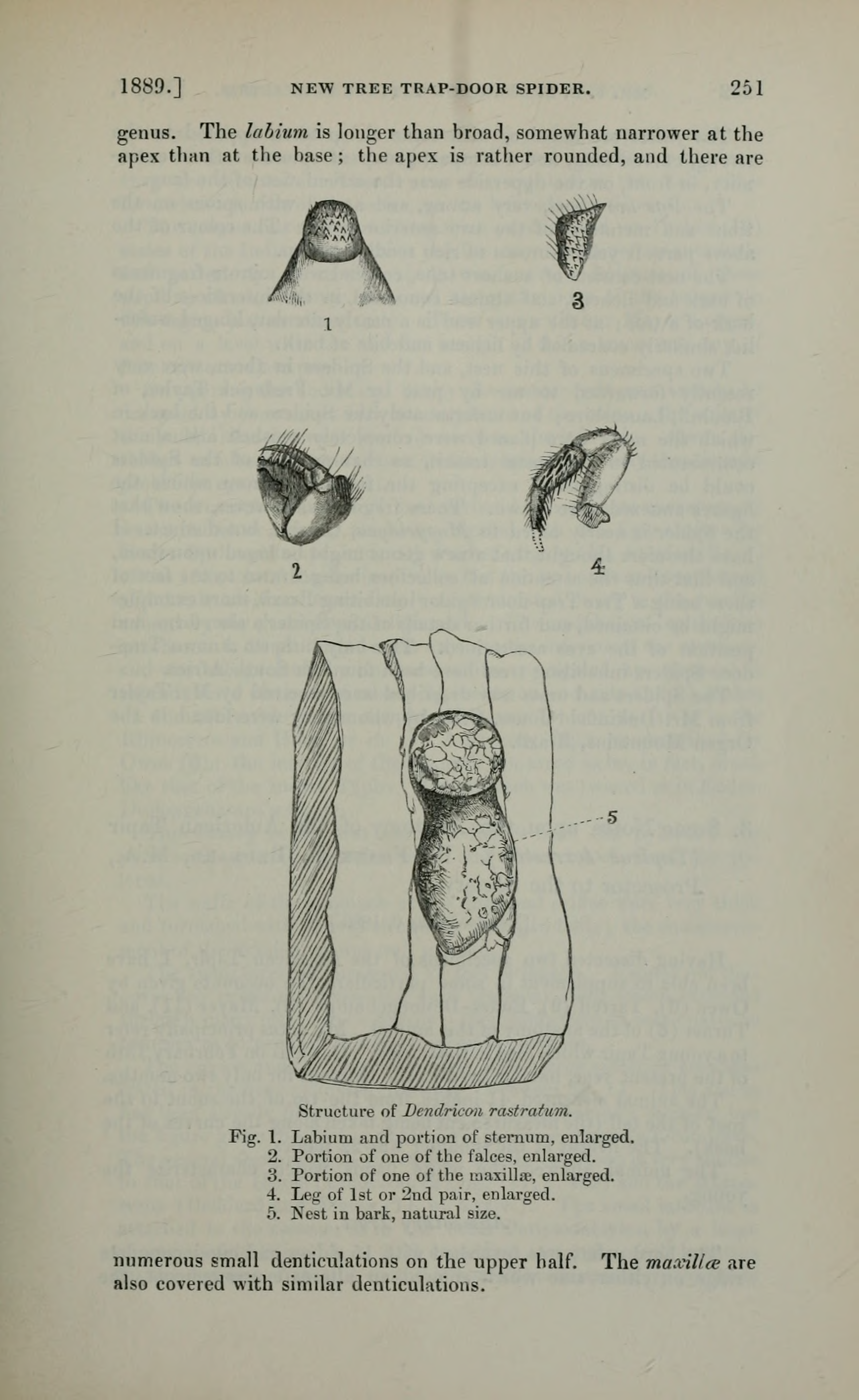
disegno delle parti anatomiche di Idiops rastratus, maschio adulto, (Dendricon rastratum)

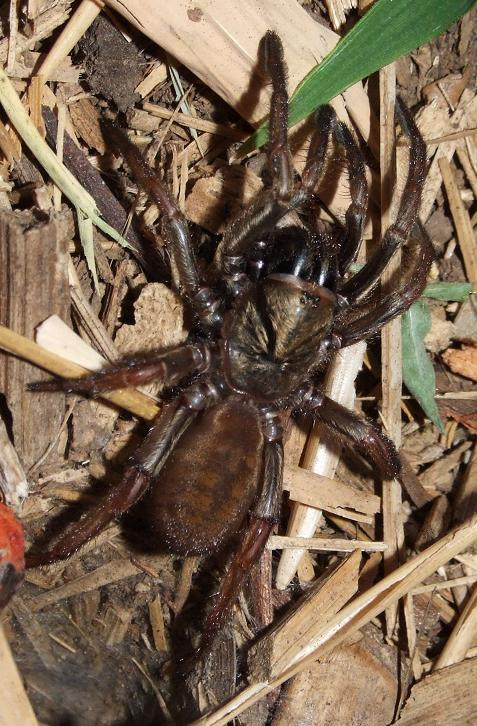
Mysgolas rapax

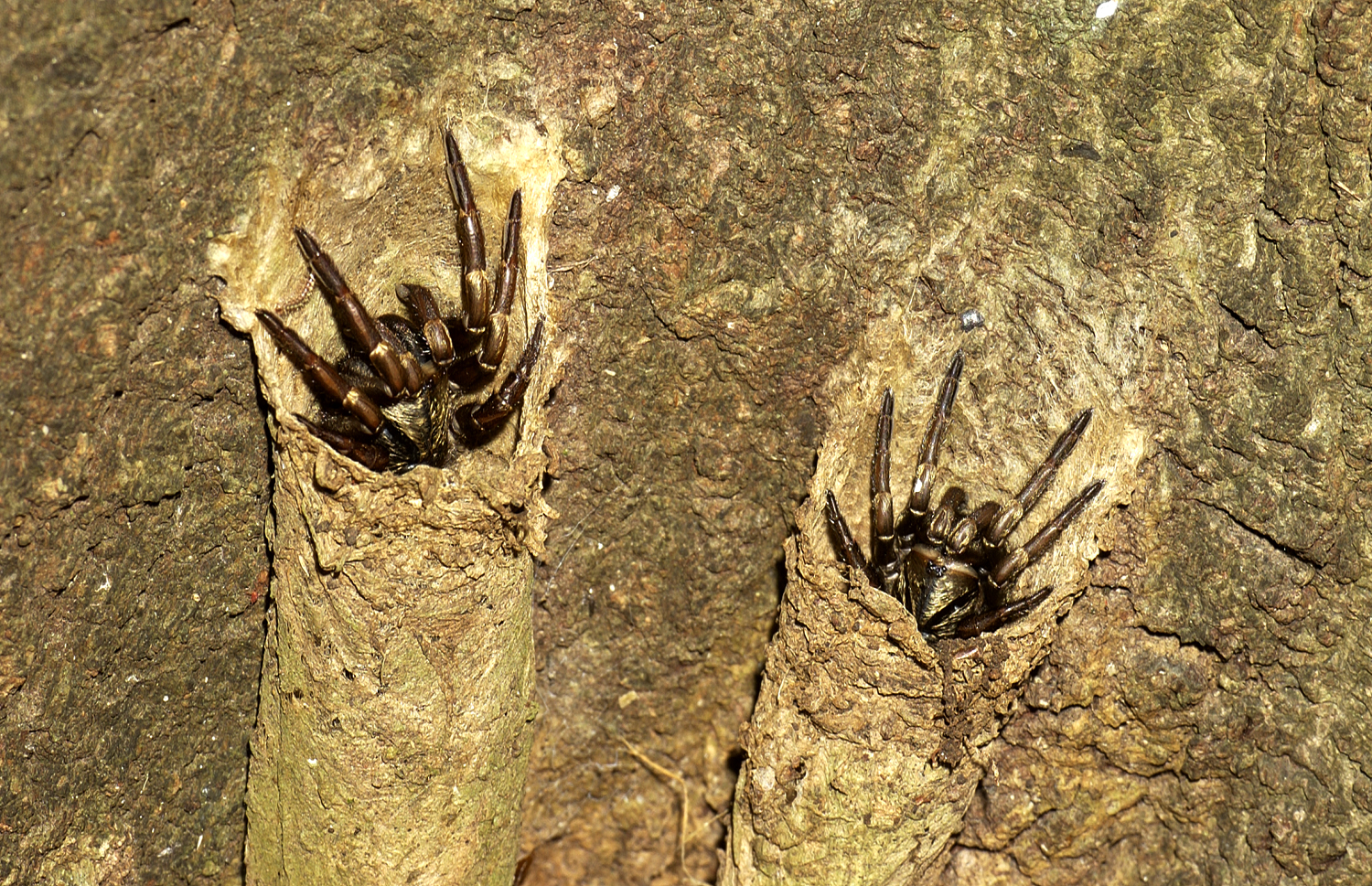
esemplari di Mysgolas robertsi in agguato all'apertura dei cunicoli

## Aganippe
Aganippe O. P.-Cambridge, 1877
- Aganippe bancrofti (Rainbow, 1914) — Queensland
- Aganippe berlandi Rainbow, 1914 — Nuovo Galles del Sud
- Aganippe castellum Main, 1986 — Australia occidentale
- Aganippe cupulifex Main, 1957 — Australia occidentale
- Aganippe modesta Rainbow & Pulleine, 1918 — Australia meridionale
- Aganippe montana Faulder, 1985 — Nuovo Galles del Sud
- Aganippe occidentalis Hogg, 1903 — Australia occidentale, Australia meridionale
- Aganippe pelochroa Rainbow & Pulleine, 1918 — Australia meridionale
- Aganippe planites Faulder, 1985 — Nuovo Galles del Sud
- Aganippe rhaphiduca Rainbow & Pulleine, 1918 — Australia occidentale
- Aganippe robusta Rainbow & Pulleine, 1918 — Australia meridionale
- Aganippe simpsoni Hickman, 1944 — Australia meridionale
- Aganippe smeatoni Hogg, 1902 — Australia meridionale
- Aganippe subtristis O. P.-Cambridge, 1877 — Australia meridionale, Territorio del Nord
- Aganippe winsori Faulder, 1985 — Victoria

## Anidiops
Anidiops Pocock, 1897
- Anidiops manstridgei Pocock, 1897 — Australia occidentale, Australia meridionale
- Anidiops villosus (Rainbow, 1914) — Australia occidentale

## Arbanitis
Arbanitis L. Koch, 1874
- Arbanitis beaury Raven & Wishart, 2006 — Nuovo Galles del Sud
- Arbanitis longipes (L. Koch, 1873) — Queensland, Nuovo Galles del Sud
- Arbanitis robertcollinsi Raven & Wishart, 2006 — Queensland

## Blakistonia
Blakistonia Hogg, 1902
- Blakistonia aurea Hogg, 1902 — Australia meridionale
- Blakistonia exsiccata (Strand, 1907) — Australia meridionale
- Blakistonia rainbowi (Pulleine, 1919) — Australia meridionale

## Cantuaria
Cantuaria Hogg, 1902
- Cantuaria abdita Forster, 1968 — Nuova Zelanda
- Cantuaria allani Forster, 1968 — Nuova Zelanda
- Cantuaria aperta Forster, 1968 — Nuova Zelanda
- Cantuaria apica Forster, 1968 — Nuova Zelanda
- Cantuaria assimilis Forster, 1968 — Nuova Zelanda
- Cantuaria borealis Forster, 1968 — Nuova Zelanda
- Cantuaria catlinensis Forster, 1968 — Nuova Zelanda
- Cantuaria cognata Forster, 1968 — Nuova Zelanda
- Cantuaria collensis (Todd, 1945) — Nuova Zelanda
- Cantuaria delli Forster, 1968 — Nuova Zelanda
- Cantuaria dendyi (Hogg, 1901) — Nuova Zelanda
- Cantuaria depressa Forster, 1968 — Nuova Zelanda
- Cantuaria dunedinensis Forster, 1968 — Nuova Zelanda
- Cantuaria gilliesi (O. P.-Cambridge, 1878) — Nuova Zelanda
- Cantuaria grandis Forster, 1968 — Nuova Zelanda
- Cantuaria huttoni (O. P.-Cambridge, 1879) — Nuova Zelanda
- Cantuaria insulana Forster, 1968 — Nuova Zelanda
- Cantuaria isolata Forster, 1968 — Nuova Zelanda
- Cantuaria johnsi Forster, 1968 — Nuova Zelanda
- Cantuaria kakahuensis Forster, 1968 — Nuova Zelanda
- Cantuaria kakanuiensis Forster, 1968 — Nuova Zelanda
- Cantuaria lomasi Forster, 1968 — Nuova Zelanda
- Cantuaria magna Forster, 1968 — Nuova Zelanda
- Cantuaria marplesi (Todd, 1945) — Nuova Zelanda
- Cantuaria maxima Forster, 1968 — Nuova Zelanda
- Cantuaria medialis Forster, 1968 — Nuova Zelanda
- Cantuaria minor Forster, 1968 — Nuova Zelanda
- Cantuaria myersi Forster, 1968 — Nuova Zelanda
- Cantuaria napua Forster, 1968 — Nuova Zelanda
- Cantuaria orepukiensis Forster, 1968 — Nuova Zelanda
- Cantuaria parrotti Forster, 1968 — Nuova Zelanda
- Cantuaria pilama Forster, 1968 — Nuova Zelanda
- Cantuaria prina Forster, 1968 — Nuova Zelanda
- Cantuaria reducta Forster, 1968 — Nuova Zelanda
- Cantuaria secunda Forster, 1968 — Nuova Zelanda
- Cantuaria sinclairi Forster, 1968 — Nuova Zelanda
- Cantuaria stephenensis Forster, 1968 — Nuova Zelanda
- Cantuaria stewarti (Todd, 1945) — Nuova Zelanda
- Cantuaria sylvatica Forster, 1968 — Nuova Zelanda
- Cantuaria toddae Forster, 1968 — Nuova Zelanda
- Cantuaria vellosa Forster, 1968 — Nuova Zelanda
- Cantuaria wanganuiensis (Todd, 1945) — Nuova Zelanda

## Cataxia
Cataxia Rainbow, 1914
- Cataxia babindaensis Main, 1969 — Queensland
- Cataxia bolganupensis (Main, 1985) — Australia occidentale
- Cataxia cunicularis (Main, 1983) — Queensland
- Cataxia dietrichae Main, 1985 — Queensland
- Cataxia eungellaensis Main, 1969 — Queensland
- Cataxia maculata Rainbow, 1914 — Queensland
- Cataxia pallida (Rainbow & Pulleine, 1918) — Queensland
- Cataxia pulleinei (Rainbow, 1914) — Queensland, Nuovo Galles del Sud
- Cataxia spinipectoris Main, 1969 — Queensland
- Cataxia stirlingi (Main, 1985) — Australia occidentale
- Cataxia victoriae (Main, 1985) — Victoria

## Ctenolophus
Ctenolophus Purcell, 1904
- Ctenolophus cregoei (Purcell, 1902) — Sudafrica
- Ctenolophus fenoulheti Hewitt, 1913 — Sudafrica
- Ctenolophus heligmomeriformis Strand, 1907 — Sudafrica
- Ctenolophus kolbei (Purcell, 1902) — Sudafrica
- Ctenolophus oomi Hewitt, 1913 — Sudafrica
- Ctenolophus pectinipalpis (Purcell, 1903) — Sudafrica
- Ctenolophus spiricola (Purcell, 1903) — Sudafrica

## Eucyrtops
Eucyrtops Pocock, 1897
- Eucyrtops eremaeus Main, 1957 — Australia occidentale
- Eucyrtops latior (O. P.-Cambridge, 1877) — Australia occidentale
- Eucyrtops riparius Main, 1957 — Australia occidentale

## Euoplos
Euoplos Rainbow, 1914
- Euoplos annulipes (C. L. Koch, 1841) — Tasmania
- Euoplos bairnsdale (Main, 1995) — Victoria
- Euoplos ballidu (Main, 2000) — Australia occidentale
- Euoplos festivus (Rainbow & Pulleine, 1918) — Australia occidentale
- Euoplos hoggi (Simon, 1908) — Australia occidentale, Australia meridionale
- Euoplos inornatus (Rainbow & Pulleine, 1918) — Australia occidentale
- Euoplos mcmillani (Main, 2000) — Australia occidentale
- Euoplos ornatus (Rainbow & Pulleine, 1918) — Queensland
- Euoplos similaris (Rainbow & Pulleine, 1918) — Queensland
- Euoplos spinnipes Rainbow, 1914 — Queensland
- Euoplos tasmanicus (Hickman, 1928) — Tasmania
- Euoplos variabilis (Rainbow & Pulleine, 1918) — Queensland, Nuovo Galles del Sud
  - Euoplos variabilis flavomaculata (Rainbow & Pulleine, 1918) — Queensland
- Euoplos victoriensis (Main, 1995) — Victoria
- Euoplos zorodes (Rainbow & Pulleine, 1918) — Australia meridionale

## Galeosoma
Galeosoma Purcell, 1903
- Galeosoma coronatum Hewitt, 1915 — Sudafrica
  - Galeosoma coronatum sphaeroideum Hewitt, 1919 — Sudafrica
- Galeosoma crinitum Hewitt, 1919 — Sudafrica
- Galeosoma hirsutum Hewitt, 1916 — Sudafrica
- Galeosoma mossambicum Hewitt, 1919 — Mozambico
- Galeosoma pallidum Hewitt, 1915 — Sudafrica
  - Galeosoma pallidum pilosum Hewitt, 1916 — Sudafrica
- Galeosoma planiscutatum Hewitt, 1919 — Sudafrica
- Galeosoma pluripunctatum Hewitt, 1919 — Sudafrica
- Galeosoma robertsi Hewitt, 1916 — Sudafrica
- Galeosoma schreineri Hewitt, 1913 — Sudafrica
- Galeosoma scutatum Purcell, 1903 — Sudafrica
- Galeosoma vandami Hewitt, 1915 — Sudafrica
  - Galeosoma vandami circumjunctum Hewitt, 1919 — Sudafrica
- Galeosoma vernayi Hewitt, 1935 — Botswana

## Genysa
Genysa Simon, 1889
- Genysa bicalcarata Simon, 1889 — Madagascar
- Genysa decorsei (Simon, 1902) — Madagascar
- Genysa decorsei (Simon, 1902) — Madagascar

## Gorgyrella
Gorgyrella Purcell, 1902
- Gorgyrella hirschhorni (Hewitt, 1919) — Zimbabwe
- Gorgyrella inermis Tucker, 1917 — Tanzania
- Gorgyrella namaquensis Purcell, 1902 — Sudafrica
- Gorgyrella schreineri Purcell, 1903 — Sudafrica
  - Gorgyrella schreineri minor (Hewitt, 1916) — Sudafrica

## Heligmomerus
Heligmomerus Simon, 1892
- Heligmomerus astutus (Hewitt, 1915) — Sudafrica
- Heligmomerus barkudensis (Gravely, 1921) — India
- Heligmomerus biharicus (Gravely, 1915) — India
- Heligmomerus caffer Purcell, 1903 — Sudafrica
- Heligmomerus carsoni Pocock, 1897 — Tanzania
- Heligmomerus deserti Pocock, 1901 — Botswana
- Heligmomerus garoensis (Tikader, 1977) — India
- Heligmomerus jeanneli Berland, 1914 — Africa orientale
- Heligmomerus prostans Simon, 1892 — India
- Heligmomerus somalicus Pocock, 1896 — Somalia
- Heligmomerus taprobanicus Simon, 1892 — Sri Lanka

## Hiboka
Hiboka Fage, 1922
- Hiboka geayi Fage, 1922 — Madagascar

## Idiops
Idiops Perty, 1833
- Idiops angusticeps (Pocock, 1899) — Africa occidentale
- Idiops argus Simon, 1889 — Venezuela
- Idiops arnoldi Hewitt, 1914 — Sudafrica
- Idiops aussereri Simon, 1876 — Congo
- Idiops bersebaensis Strand, 1917 — Namibia
- Idiops bombayensis Siliwal, Molur & Biswas, 2005 — India
- Idiops bonapartei Hasselt, 1888 — Suriname
- Idiops briodae (Schenkel, 1937) — Zimbabwe
- Idiops cambridgei Ausserer, 1875 — Colombia
- Idiops camelus (Mello-Leitão, 1937) — Brasile
- Idiops castaneus Hewitt, 1913 — Sudafrica
- Idiops clarus (Mello-Leitão, 1946) — Argentina, Uruguay
- Idiops constructor (Pocock, 1900) — India
- Idiops crassus Simon, 1884 — Myanmar
- Idiops crudeni (Hewitt, 1914) — Sudafrica
- Idiops curvicalcar Roewer, 1953 — Congo
- Idiops curvipes (Thorell, 1899) — Camerun
- Idiops damarensis Hewitt, 1934 — Namibia
- Idiops designatus O. P.-Cambridge, 1885 — India
- Idiops fageli Roewer, 1953 — Congo
- Idiops flaveolus (Pocock, 1901) — Sudafrica
- Idiops fortis (Pocock, 1900) — India
- Idiops fossor (Pocock, 1900) — India
- Idiops fryi (Purcell, 1903) — Sudafrica
- Idiops fulvipes Simon, 1889 — Venezuela
- Idiops fuscus Perty, 1833 — Brasile
- Idiops gerhardti Hewitt, 1913 — Sudafrica
- Idiops germaini Simon, 1892 — Brasile
- Idiops gracilipes (Hewitt, 1919) — Sudafrica
- Idiops grandis (Hewitt, 1915) — Sudafrica
- Idiops gunningi Hewitt, 1913 — Sudafrica
  - Idiops gunningi elongatus Hewitt, 1915 — Sudafrica
- Idiops hamiltoni (Pocock, 1902) — Sudafrica
- Idiops harti (Pocock, 1893) — isola Saint Vincent
- Idiops hepburni (Hewitt, 1919) — Sudafrica
- Idiops hirsutipedis Mello-Leitão, 1941 — Argentina
- Idiops hirsutus (Hewitt, 1919) — Sudafrica
- Idiops joida Gupta, Das & Siliwal, 2013 — India
- Idiops kaasensis Mirza, Vaze & Sanap, 2012 — India
- Idiops kanonganus Roewer, 1953 — Congo
- Idiops kaperonis Roewer, 1953 — Congo
- Idiops kazibius Roewer, 1953 — Congo
- Idiops kentanicus (Purcell, 1903) — Sudafrica
- Idiops lacustris (Pocock, 1897) — Tanzania
- Idiops lusingius Roewer, 1953 — Congo
- Idiops madrasensis (Tikader, 1977) — India
- Idiops mafae Lawrence, 1927 — Namibia
- Idiops meadei O. P.-Cambridge, 1870 — Uganda
- Idiops melloleitaoi (Caporiacco, 1949) — Kenya
- Idiops mettupalayam Ganeshkumar & Siliwal, 2013 — India
- Idiops microps (Hewitt, 1913) — Sudafrica
- Idiops monticola (Hewitt, 1916) — Sudafrica
- Idiops monticoloides (Hewitt, 1919) — Sudafrica
- Idiops mossambicus (Hewitt, 1919) — Mozambico
- Idiops munois Roewer, 1953 — Congo
- Idiops neglectus L. Koch, 1875 — sconosciuta
- Idiops nigropilosus (Hewitt, 1919) — Sudafrica
- Idiops ochreolus (Pocock, 1902) — Sudafrica
- Idiops opifex (Simon, 1889) — Guiana Francese
- Idiops oriya Siliwal, 2013 — India
- Idiops palapyi Tucker, 1917 — Sudafrica
- Idiops pallidipes Purcell, 1908 — Sudafrica
- Idiops parvus Hewitt, 1915 — Sudafrica
- Idiops petiti (Guérin, 1838) — Brasile
- Idiops pirassununguensis Fukami & Lucas, 2005 — Brasile
- Idiops prescotti Schenkel, 1937 — Tanzania
- Idiops pretoriae (Pocock, 1898) — Sudafrica
- Idiops pulcher Hewitt, 1914 — Sudafrica
- Idiops pulloides Hewitt, 1919 — Sudafrica
- Idiops pullus Tucker, 1917 — Sudafrica
- Idiops pungwensis Purcell, 1904 — Sudafrica
- Idiops pylorus Schwendinger, 1991 — Thailandia
- Idiops rastratus (O. P.-Cambridge, 1889) — Brasile
- Idiops robustus (Pocock, 1898) — Africa orientale
- Idiops rohdei Karsch, 1886 — Paraguay
- Idiops royi Roewer, 1961 — Senegal
- Idiops rubrolimbatus Mirza & Sanap, 2012 — India
- Idiops santaremius (F. O. P.-Cambridge, 1896) — Brasile
- Idiops schenkeli Lessert, 1938 — Congo
- Idiops siolii (Bücherl, 1953) — Brasile
- Idiops straeleni Roewer, 1953 — Congo
- Idiops striatipes Purcell, 1908 — Sudafrica
- Idiops sylvestris (Hewitt, 1925) — Sudafrica
- Idiops syriacus O. P.-Cambridge, 1870 — Siria, Israele
- Idiops thorelli O. P.-Cambridge, 1870 — Sudafrica
- Idiops upembensis Roewer, 1953 — Congo
- Idiops vandami (Hewitt, 1925) — Sudafrica
- Idiops versicolor (Purcell, 1903) — Sudafrica
- Idiops wittei Roewer, 1953 — Congo
- Idiops yemenensis Simon, 1890 — Yemen

## Idiosoma
Idiosoma Ausserer, 1871
- Idiosoma hirsutum Main, 1952 — Australia occidentale
- Idiosoma nigrum Main, 1952 — Australia occidentale
- Idiosoma sigillatum (O. P.-Cambridge, 1870) — Australia occidentale

## Misgolas
Misgolas Karsch, 1878
- Misgolas andrewsi (Hogg, 1902) — Australia meridionale
- Misgolas baehrae Wishart & Rowell, 2008 — Nuovo Galles del Sud
- Misgolas beni Wishart, 2006 — Nuovo Galles del Sud
- Misgolas billsheari Wishart & Rowell, 2008 — Nuovo Galles del Sud
- Misgolas biroi (Kulczynski, 1908) — Nuovo Galles del Sud
- Misgolas bithongabel Raven & Wishart, 2006 — Queensland
- Misgolas browningi Wishart & Rowell, 2008 — Nuovo Galles del Sud
- Misgolas campbelli Wishart & Rowell, 2008 — Nuovo Galles del Sud
- Misgolas cliffi Wishart, 2006 — Nuovo Galles del Sud
- Misgolas crawfordorum Wishart & Rowell, 2008 — Nuovo Galles del Sud
- Misgolas crispus (Karsch, 1878) — Tasmania
- Misgolas davidwilsoni Wishart & Rowell, 2008 — Nuovo Galles del Sud
- Misgolas dereki Wishart, 1992 — Nuovo Galles del Sud
- Misgolas dougweiri Wishart & Rowell, 2008 — Nuovo Galles del Sud
- Misgolas echo Raven & Wishart, 2006 — Queensland, Nuovo Galles del Sud
- Misgolas elegans (Rainbow & Pulleine, 1918) — Nuovo Galles del Sud
- Misgolas fredcoylei Wishart & Rowell, 2008 — Nuovo Galles del Sud
- Misgolas gracilis (Rainbow & Pulleine, 1918) — Nuovo Galles del Sud, probabilmente anche in Nuova Guinea
- Misgolas grayi Wishart & Rowell, 2008 — Nuovo Galles del Sud
- Misgolas gwennethae Wishart, 2011 — Nuovo Galles del Sud
- Misgolas helensmithae Wishart & Rowell, 2008 — Nuovo Galles del Sud
- Misgolas hirsutus (Rainbow & Pulleine, 1918) — Queensland
- Misgolas horsemanae Wishart, 2011 — Nuovo Galles del Sud
- Misgolas kampenae Wishart, 2011 — Nuovo Galles del Sud
- Misgolas kirstiae Wishart, 1992 — Nuovo Galles del Sud
- Misgolas linklateri Wishart & Rowell, 2008 — Nuovo Galles del Sud
- Misgolas lynabra Wishart, 2006 — Nuovo Galles del Sud
- Misgolas macei Wishart & Rowell, 2008 — Nuovo Galles del Sud
- Misgolas maculosus (Rainbow & Pulleine, 1918) — Nuovo Galles del Sud
- Misgolas mascordi Wishart, 1992 — Nuovo Galles del Sud
- Misgolas maxhicksi Wishart & Rowell, 2008 — Nuovo Galles del Sud
- Misgolas melancholicus (Rainbow & Pulleine, 1918) — Nuovo Galles del Sud
- Misgolas mestoni (Hickman, 1928) — Tasmania
- Misgolas michaeli Wishart, 2006 — Nuovo Galles del Sud
- Misgolas milledgei Wishart & Rowell, 2008 — Nuovo Galles del Sud
- Misgolas montanus (Rainbow & Pulleine, 1918) — Nuovo Galles del Sud
- Misgolas monteithi Raven & Wishart, 2006 — Queensland
- Misgolas mudfordae Wishart & Rowell, 2008 — Nuovo Galles del Sud
- Misgolas ornatus (Rainbow, 1914) — Queensland
- Misgolas papillosus (Rainbow & Pulleine, 1918) — Queensland
- Misgolas paulaskewi Wishart, 2011 — Nuovo Galles del Sud
- Misgolas phippsi Wishart, 2011 — Nuovo Galles del Sud
- Misgolas rapax Karsch, 1878 — Nuovo Galles del Sud
- Misgolas raveni Wishart & Rowell, 2008 — Nuovo Galles del Sud
- Misgolas robertsi (Main & Mascord, 1974) — Nuovo Galles del Sud
- Misgolas rodi Wishart, 2006 — Nuovo Galles del Sud
- Misgolas rowelli Wishart, 2011 — Nuovo Galles del Sud
- Misgolas shawi Wishart, 2011 — Nuovo Galles del Sud
- Misgolas sydjordanae Wishart & Rowell, 2008 — Nuovo Galles del Sud
- Misgolas taiti Wishart & Rowell, 2008 — Nuovo Galles del Sud
- Misgolas tannerae Wishart, 2011 — Nuovo Galles del Sud
- Misgolas tarnawskiae Wishart & Rowell, 2008 — Nuovo Galles del Sud
- Misgolas thompsonae Wishart & Rowell, 2008 — Nuovo Galles del Sud
- Misgolas trangae Wishart, 2006 — Nuovo Galles del Sud
- Misgolas villosus (Rainbow, 1914) — Nuovo Galles del Sud
- Misgolas watsonorum Wishart & Rowell, 2008 — Nuovo Galles del Sud
- Misgolas wayorum Wishart, 2006 — Nuovo Galles del Sud
- Misgolas weigelorum Wishart & Rowell, 2008 — Nuovo Galles del Sud
- Misgolas yorkmainae Wishart & Rowell, 2008 — Nuovo Galles del Sud

## Neocteniza
Neocteniza Pocock, 1895
- Neocteniza australis Goloboff, 1987 — Brazil, Argentina
- Neocteniza chancani Goloboff & Platnick, 1992 — Argentina
- Neocteniza coylei Goloboff & Platnick, 1992 — Perù
- Neocteniza fantastica Platnick & Shadab, 1976 — Colombia
- Neocteniza malkini Platnick & Shadab, 1981 — Ecuador
- Neocteniza mexicana F. O. P.-Cambridge, 1897 — Guatemala
- Neocteniza minima Goloboff, 1987 — Bolivia, Argentina
- Neocteniza myriamae Bertani, Fukushima & Nagahama, 2006 — Brasile
- Neocteniza occulta Platnick & Shadab, 1981 — Panama
- Neocteniza osa Platnick & Shadab, 1976 — Costa Rica
- Neocteniza paucispina Platnick & Shadab, 1976 — Guatemala
- Neocteniza platnicki Goloboff, 1987 — Paraguay
- Neocteniza pococki Platnick & Shadab, 1976 — Venezuela
- Neocteniza sclateri Pocock, 1895 — Guyana
- Neocteniza spinosa Goloboff, 1987 — Argentina
- Neocteniza subirana Platnick & Shadab, 1976 — Honduras
- Neocteniza toba Goloboff, 1987 — Paraguay, Argentina

## Prothemenops
Prothemenops Schwendinger, 1991
- Prothemenops siamensis Schwendinger, 1991 — Thailandia

## Scalidognathus
Scalidognathus Karsch, 1891
- Scalidognathus montanus (Pocock, 1900) — India
- Scalidognathus nigriaraneus Sanap & Mirza, 2011 — India
- Scalidognathus oreophilus Simon, 1892 — Sri Lanka
- Scalidognathus radialis (O. P.-Cambridge, 1869) — Sri Lanka
- Scalidognathus seticeps Karsch, 1891 — Isole Seychelles
- Scalidognathus tigerinus Sanap & Mirza, 2011 — India

## Segregara
Segregara Tucker, 1917
- Segregara abrahami (Hewitt, 1913) — Sudafrica
- Segregara paucispinulosa (Hewitt, 1915) — Sudafrica
- Segregara transvaalensis (Hewitt, 1913) — Sudafrica

## Titanidiops
Titanidiops Simon, 1903
- Titanidiops canariensis Wunderlich, 1992 — Isole Canarie
- Titanidiops compactus (Gerstäcker, 1873) — Africa orientale
- Titanidiops maroccanus Simon, 1909 — Marocco